# Stars de l'Utah
Les Stars de l'Utah (en anglais : Utah Stars) sont un club franchisé américain de basket-ball de la ville de Salt Lake City faisant partie de l'American Basketball Association et ayant disparu en même temps que la ligue (celle-ci fusionnant avec la NBA en 1976).
La franchise féminine de WNBA des Starzz de l'Utah avait choisi ce nom en mixant les noms de Stars et de Jazz (comme la franchise NBA) avant de déménager et devenir les Silver Stars de San Antonio.

## Noms successifs
- 1967-1968 : Amigos d'Anaheim
- 1968-1970 : Stars de Los Angeles
- 1970-1976 : Stars de l'Utah

## Palmarès
- American Basketball Association : 1971

## Entraîneurs successifs
- 1970-1971 :  Bill Sharman

## Joueurs célèbres ou marquants
- Moses Malone
- Jimmy Jones
- Zelmo Beaty